# Партизански крст
Партизански крст (пољ. Krzyż Partyzancki) је био одликовање Народне Републике Пољске и Републике Пољске од 1945. до 1999. године.

## Историја
Партизански крст је био војно одликовање које је установила Влада Републике Пољске, на предлог министра одбране, 26. октобра 1945. године. Пре тога је Партизански крст установљен Уредбом пољског комитета народног ослобођења, 22. децембра 1944. године, као знак војне награде за припаднике покрета отпора. 
Партизански крст се додељивао руководиоцима и борцима покрета отпора и герилских јединица, који су показали храброст у борби против нацистичког окупатора. Из политичких разлога, ово одликовање се веома ретко додељивало припадницима Домовинске армије (Армија Крајова), а углавном припадницима Народне армије (Армија Ладова). Према Уредби о додели Партизанског крста, ово одликовање се могло доделити Пољацима, али и страним држављанима, активним члановима покрета отпора у Совјетском Савезу, Југославији и Француској.

## Изглед
Партизански крст је позлаћени крст димензија 38 x 38 mm. На предњој страни се у центру крста налази орао и натпис — За Пољску, слободу и народ (пољ. ZA POLSKĘ, WOLNOŚĆ i LUD), док на задњој страни у центру крста стоји натпис — Партизани (пољ. PARTYZANTOM) и при врху 1939. и на дну 1945. Врпца Партизанског крста је тамнозелена, ширине 35 mm са црним тракама 7 mm ширине, у близини обе ивице.

## Одликовани
Неки од одликованих Партизанским крстом су:
- Болеслав Бјерут
- Едвард Гјерек
- Владислав Гомулка
- Михаил Жимјерски
- Војћех Јарузелски

### Југословенски држављани
Неки од југословенских држављана одликованих Партизанским крстом:
- Нисим Албахари
- Влајко Беговић
- Јосип Броз Тито
- Димитрије Војводић
- Иван Гошњак
- Иван Гуво
- Момчило Дугалић
- Бошко Ђуричковић
- Душан Егић
- Борис Кидрич
- Мило Килибарда
- Иван Ковачич Ефенка
- Владимир Кривиц
- Никола Љубибратић
- Ратко Мартиновић
- Тихомир Милошевски
- Живојин Николић Брка
- Стево Опачић
- Драгољуб Петровић Раде
- Ђурађ Предојевић
- Анте Роје
- Јосип Скочилић
- Борко Темелковски
- Душан Ћорковић
- Милан Узелац
- Сулејман Филиповић
- Фадиљ Хоџа
- Јанез Хрибар